# Homalometra
Homalometra is een geslacht van haarsterren uit de familie Himerometridae.

## Soort
- Homalometra denticulata (Carpenter, 1888)